# Trematopygus koreator
Trematopygus koreator là một loài tò vò trong họ Ichneumonidae.